# مارهای براق دریایی
مارهای براق دریایی (نام علمی: Laticauda) نام یک سرده از تیره کفچه‌ماران است.